# جامعة الاستقلال
جامعة الاستقلال جامعة فلسطينية في مدينة أريحا، تعد أحدث الجامعات الحكومية الفلسطينية، والأولى والوحيدة المختصة في مجال العلوم الأمنية والعسكرية والشرطية. تقدم جامعة الاستقلال 7 برامج للبكالوريس، وحوالي 8 تخصصاً في الدبلوم المتوسط.

## النشأة
وضع حجر أساسها عام 1998 تحت مسمى الأكاديمية الفلسطينية للعلوم الأمنية، وافتتحت سنة 2007 كمؤسسة تعليم عال. وفي عام 2011 حولت إلى جامعة.

## المرافق
توفر الجامعة مجموعة من المرافق كالمكتبة، قاعات المحاضرات، مدرج الشيخ هزاع بن زايد آل نهيان، سكن الطلبة، دائرة الخدمات الطبية، المطعم، المصبغة، الصالة الرياضية والملاعب، قسم الكراتيه والفروسية.

## الكليات

### كلية العلوم الإنسانية
تطرح الكلية برامج أكاديمية على مستوى البكالوريوس في علم النفس، العلوم الأمنية، تخصص اللغة الإنجليزية - فرعي اللغة العبرية.

### كلية العلوم الإدارية
تطرح الكلية برنامجان أكاديميان على مستوى البكالوريوس في الإدارة العامة والعلوم العسكرية، نظم المعلومات الإدارية ، العلاقات الدولية والدبلوماسية.

### كلية القانون
تطرح الكلية برنامجان أكاديميان على مستوى البكالوريوس في القانون والعلوم شرطية، علم الجريمة والقانون، العلوم الجنائية.

### معهد التدريب والتنمية
يطرح المعهد برامج أكاديمية متخصصة على مستوى الدبلوم المهني في العلوم الأمنية، الاستخبارات العسكرية، العلوم الشرطية، اللغة العبرية، اللغة الإنجليزية لرجال الأمن، الإدارة المالية في المؤسسة الأمنية، العلوم الجمركية، وتدريب المدربين «مدرب معتمد».

## رؤساء الجامعة
| الرقم | الاسم                              | تاريخ البدء   | تاريخ الانتهاء | ملاحظات                  |
| ----- | ---------------------------------- | ------------- | -------------- | ------------------------ |
| 1     | نايف عبد الرحيم علي جراد           | 2010          | 2012           | قائم بأعمال رئيس الجامعة |
|       | صالح خليل أحمد "أبو أصبع صقر"      | 10 يوليو 2018 | 10 يناير 2023  | أُعفي من منصبه            |
|       | نور الدين عبد العزيز فريد أبو الرب | 10 يناير 2023 | لا يزال        |                          |